# NGC 7399
NGC 7399 est une galaxie lenticulaire située dans la constellation du Verseau. Cette galaxie a été découverte par l'astronome américain Lewis Swift en 1884. Sa vitesse par rapport au fond diffus cosmologique est de 4 100 ± 25 km/s, ce qui correspond à une distance de Hubble de 60,5 ± 4,3 Mpc (∼197 millions d'al).
NGC 7399 renferme aussi des régions d'hydrogène ionisé. Selon la base de données Simbad, NGC 7399 est une galaxie active de type Seyfert 2.